# Leśniczówka (serial telewizyjny)
Leśniczówka – polski codzienny serial obyczajowy emitowany w latach 2018–2024 na antenie TVP1.
Zdjęcia do serialu powstawały w Zalesiu Górnym, Piasecznie, Konstancinie-Jeziornie i Warszawie, a także na terenie Lasów Sękocińskich i Młochowskich.
Serial promowany był singlem „Dom dobrych drzew” Edyty Górniak wydanym 6 marca 2018 roku nakładem Universal Music Polska.

## Fabuła
Serial skupia się na losach rodziny Katarzyny Ruszczyc i Krzysztofa Majewskiego, którzy po tragicznej śmierci Antoniego, leśniczego i ojca Katarzyny, przeprowadzają się do malowniczej miejscowości Leśniczówka. Katarzyna wraz z odziedziczeniem domu przejmuje rodzinne i lokalne tajemnice zawarte w rodzinnych pamiętnikach. Osią fabuły są także interesy rodziny Karczów, którzy są najbogatszymi mieszkańcami Leśniczówki.

## Obsada
- Jolanta Fraszyńska jako Katarzyna Ruszczyc-Lesińska (2018-2024)
- Marek Bukowski jako Krzysztof Majewski (2018-2024)
- Przemysław Bluszcz jako Janusz Karcz (2018-2024)
- Sebastian Jasnoch jako Daniel Karcz (2018-2024)
- Julia Kostow jako Zuzanna Majewska (2018-2024)
- Beata Schimscheiner jako Aniela Rej (2018-2024)
- Przemysław Stippa jako Robert Matysek (2018-2024)
- Beata Fido jako Magda Ździebłowska-Mondrasiuk (2018-2024)
- Piotr Skarga jako Tadeusz Zalewski (2018-2024)
- Maria Pakulnis jako mecenas Julia Izdebska (2018-2024)
- Arkadiusz Janiczek jako mecenas Artur Krawczyk (2018-2024)
- Zbigniew Lesień jako ksiądz Wiktor Huryn (2018-2024)
- Kamil Mróz jako barman Zibi (2018-2024)
- Maria Pawłowska jako Ewa Płoska, sekretarka Krzysztofa (2018-2024)
- Grzegorz Pawlak jako pkomisarz Ryszard Nowacki (2018-2024)
- Mateusz Korsak jako aspirant Julian Kowalski (2018-2024)
- Robert Czebotar jako stolarz Jerzy Gromniak (2018-2024)
- Sylwia Nowiczewska-Elis jako Barbara Gromniak, żona stolarza (2018-2024)
- Rafał Szałajko jako Wiesław Kurek (2018-2024)
- Milena Suszyńska jako Edyta Pełka (2018-2024)
- Paweł Gryc jako Bartuś Gałek (2018-2024)
- Ireneusz Kozioł jako Henryk Gałek (2018-2024)
- Natasza Leśniak jako Olga Jasińska (2018-2024)
- Marcin Troński jako Teodor Grzymowski (2019-2024)
- Sambor Czarnota jako Konrad Lesiński (2019-2024)
- Arkadiusz Gołębiowski jako Jacek Mondrasiuk (2019-2024)
- Anna Gzyra jako Dagmara Skrzypek (2019-2024)
- Krzysztof Mateusiak jako Tomek (2019-2024)
- Kalina Hlimi-Pawlukiewicz jako Diana (2019-2024)
- Bartłomiej Gola jako policjant Pastusiak (2019-2024)
- Aldona Jankowska jako Hanna Rogulska (2020-2024)
- Alicja Warchocka jako Pati (2020-2024)
- Małgorzata Niemirska jako Anna (2020-2024)
- Barbara Kałużna jako Marianna Kurek (2020-2024)
- Waleria Gorobets jako Tamara Stańczyk (2020-2024)
- Grzegorz Goch jako kelner Sławek (2020-2024)
- Joanna Orleańska jako Emilia Izdebska (2021-2024)
- Hanna Zbyryt jako Małgosia (2021-2024)
- Przemysław Puchała jako policjant Szymon (2021-2024)
- Piotr Więcławski jako „Łysy” (2021-2024)
- Jacek Kopczyński jako Karol Płoski (2021-2024)
- Mateusz Kmiecik jako ksiądz Filip Witkowski (2022-2024)
- Marta Wiśniewska jako Karolina (2022-2024)
- Piotr Pręgowski jako Grzegorz Orłowski (2022-2024)
- Jan Korwin-Kochanowski jako Błażej Huryn (2022-2024)
- Maks Pacholak jako Marcel, syn Ewy i Krzysztofa (2023-2024)
- Adam Szczyszczaj jako Patryk, przyjaciel Jacka (2023-2024)
- Monika Fronczek jako Ewelina Kowalczuk (2023-2024)
- Marek Siudym jako Jerzy Majewski (#2) (2023-2024)
- Ewelina Bator jako Pola Majewska (#2) (2023-2024)
- Joanna Liszowska jako sekretarka Lilia (2023-2024)
- Marta Piętka jako Misia (2023-2024)
- Rafał Mohr jako gangster „Żaba” (2023-2024)
- Karina Szafrańska jako Lucyna (2023-2024)
- Joanna Moro jako lekarka Dorota Kowalska (2023-2024)
- Izabela Bukowska-Chądzyńska jako Maślakowa (2024)
- Piotr Bulcewicz jako deweloper Żurawski (2024)
- Maksymilian Zieliński jako Szymek (2024)
- Filip Zalega jako Kacper (2024)
- Franciszka Pietr jako Ruda (2024)
- Marian Dziędziel jako Antoni Ruszczyc (2018)
- Michał Czernecki jako Paweł Melech (2018)
- Andrzej Pieczyński jako kłusownik (2018)
- Marcin Jędrzejewski jako Tomek, policjant drogówki (2018)
- Dawid Huk jako pracownik stacji (2018)
- Katarzyna Skolimowska jako profesor Janina Cichosz (2018)
- Zbigniew Waleryś jako profesor Władysław Pietras (2018)
- Kajetan Wolniewicz jako profesor Andrzej Bargieł (2018)
- Daniel Wieleba jako szef restauracji (2018)
- Rafał Sadowski jako szef restauracji (2018)
- Grzegorz Ciągardlak jako policjant (2018)
- Janusz Leśniewski jako taksówkarz (2018)
- Magdalena Kizinkiewicz jako dyrektorka liceum (2018)
- Robert Mazurkiewicz jako doktor Lis (2018)
- Monika Szalaty jako wychowawczyni (2018)
- Urszula Zawadzka-Wieteska jako sprzedawczyni (2018)
- Kinga Suchan jako ekolożka (2018)
- Marta Dąbrowa jako ekolożka (2018)
- Martyna Bazychowska jako ekolożka (2018)
- Maria Kowalik jako Nina Matysek (2018)
- Przemysław Redkowski jako Dariusz Matysek (2018)
- Ewa Oksza-Łapicka jako Jadwiga Kowalik (2018)
- Bernardeta Komiago jako Madalińska (2018)
- Michał Lewandowski jako Konrad Walczak (2018)
- Rafał Pyka jako Tomek (2018)
- Bartosz Mikulak jako technik (2018)
- Joanna Kasperska jako Janina Grzesik (2018)
- Katarzyna Romańczuk jako Irena Konieczna (2018)
- Aleksander Podolak jako Ogon, człowiek „Smiersza” (2018)
- Bartosz Picher jako Skunks, człowiek „Smiersza” (2018)
- Wojciech Stolorz jako kelner (2018)
- Rafał Fudalej jako fotograf (2018)
- Kamil Studnicki jako Kuba, asystent fotografa (2018)
- Andrzej Baranowski jako dziekan (2018)
- Paweł Szczesny jako sekretarz stanu Zwiechrzyński (2018)
- Wojciech Wiliński jako starszy pan (2018)
- Tomasz Kozłowicz jako Waldemar Jarosik (2018)
- Jan Wieczorkowski jako Janusz Kutera (2018)
- Marek Kałużyński jako Błażej Skworoda (2018)
- Jakub Wons jako reporter tv (2018)
- Aleksander Mikołajczak jako Jan Rudomirski (2018)
- Iwona Rulewicz jako Zofia Rudomirska (2018)
- Michał Gadomski jako posterunkowy Adam Wiśnia (2018)
- Michał Lesień-Głowacki jako wydawca (2018–2019)
- Filip Gurłacz jako Michał Orłowski (2018–2019)
- Beata Chyczewska jako dyrektorka szkoły, Izabela Karpowicz (2018–2019)
- Robert Wabich jako komendant komisarz Dariusz Węgrzyn (2018–2019)
- Zbigniew Suszyński jako „Smiersz” (2018–2019)
- Eugeniusz Malinowski jako Borys, człowiek „Smiersza” (2018–2019)
- Krystyna Tkacz jako Krystyna, babcia Bena (2018–2020)
- Dawid Ściupidro jako Ben Górski (2018–2020)
- Hanna Turnau jako nauczycielka Agnieszka Michalska (2018–2020)
- Aleksandra Szwed jako Patrycja Blechacz (2018–2021)
- Iwona Cichosz-Yggeseth jako Maryna Ruszczyc (2018–2021)
- Krzysztof Globisz jako Piotr Melech (2018–2021)
- Marcin Stec jako Marek Miros (2018–2021)
- Henryk Talar jako Bogdan Karcz (2018–2022)
- Anna Seniuk jako Czesława Ździebłowska-Zalewska (2018–2022)
- Arkadiusz Nader jako Józef Paszczyński (2018–2022)
- Dawid Zawadzki jako posterunkowy Antoni Michalak (2018–2022)
- Agnieszka Czekańska jako Elżbieta, matka Daniela Karcza (2018–2022)
- Andrzej Niemirski jako Edward Jasiński (2018–2023)
- Agata Turkot jako Pola Majewska (#1) (2018–2023)
- Marta Chyczewska jako Beata Jedynak (2018–2023)
- Weronika Książkiewicz jako Lidia Banach (2018–2023)
- Radosław Garncarek jako policjant Nowak (2018–2023)
- Dobromir Dymecki jako Marcin Gałek (2018–2024)
- Halina Bednarz jako pielęgniarka Wolska (2019)
- Jędrzej Fulara jako chłopak (2019)
- Ireneusz Dydliński jako doktor Mirek (2019)
- Sławomir Sulej jako więzień (2019)
- Mariusz Odwarzny jako członek zarządu (2019)
- Marek Bogucki jako dzielnicowy Adam Dudek (2019)
- Piotr Bąk jako nadleśniczy (2019)
- Jaropełk Laskowski jako Adam Zieliński (2019)
- Stanisław Biczysko jako kardiolog (2019)
- Ludmiła Warzecha jako pacjentka Zofia (2019)
- Roman Bugaj jako gangster (2019)
- Ilja Zmiejew jako lekarz (2019)
- Andrzej Oksza-Łapicki jako starszy pan (2019)
- Sebastian Domagała jako Roman (2019)
- Kamila Matyszczak jako dziewczyna (2019)
- Halina Chmielarz jako lekarka (2019)
- Paweł Ferens jako policjant Wasiak (2019)
- Eryk Lenartowicz jako Brajan (2019)
- Krzysztof Ogonek jako człowiek Smiersza (2019)
- Grzegorz Kucias jako „Stary” (2019)
- Monika Jóźwik jako Wanda Majewska (2019)
- Zbigniew Jaremko jako pan Marian (2019)
- Dominika Kryszczyńska jako Klara (2019)
- Anna Grycewicz jako sędzia Anna Krakówka (2019)
- Maciej Wierzbicki jako prokurator (2019)
- Michał Nowak jako sierżant Kamiński (2019)
- Karolina Ficht jako pokojówka (2019)
- Andrzej Pieńko jako nauczyciel (2019)
- Mateusz Dymidziuk jako chłopak (2019)
- Mateusz Baran jako policjant (2019)
- Klaudia Kulinicz jako dziennikarka (2019)
- Sławomir Mendez jako dziennikarz (2019)
- Aleksandra Grzelak jako dziennikarka (2019)
- Ziemowit Wasielewski jako dziennikarz (2019)
- Eliza Gwiazda jako dziennikarka (2019)
- Jacek Pluta jako szef firmy (2019)
- Kordian Rekowski jako sprzedający klub (2019)
- Arkadiusz Głogowski jako Kwiatkowski (2019)
- Grzegorz Gadziomski jako lekarz (2019)
- Grzegorz Kowalczyk jako więzień z tatuażem (2019)
- Iga Górecka jako Natalia Szypińska (2019–2020)
- Grzegorz Gierak jako Matuszewski (2019–2020)
- Bartosz Obuchowicz jako diler Jarosław Suchecki „Suchy” (2019–2020)
- Gizella Bortel jako Natalia Zalewska (2019–2020)
- Jarosław Borodziuk jako Czesiek (2019–2020)
- Tomasz Dedek jako Janiuk (2019–2020)
- Kamil Puczyłowski jako Czarek (2019–2020)
- Dominika Kachlik jako Sylwia (2019–2020)
- Anna Lipińska jako sekretarka Jasińskiego (2019–2020)
- Michał Gadomski jako młodszy aspirant Łukasz Wigrowski (2019–2020)
- Janusz Onufrowicz jako doktor Andrzej (2019–2021)
- Mariola Lisicka jako Inga Lesińska (2019–2021)
- Adam Krawczuk jako Kowal (2019–2021)
- Jacek Sobieszczański jako lekarz (2019–2022)
- Ewa Szykulska jako Helena Mondrasiuk (2019–2023)
- Witold Dębicki jako Jerzy Majewski (#1) (2019–2023)
- Konrad Makowski jako lekarz (2019–2024)
- Mariusz Czajka jako Lucjan Podolski (2020)
- Edyta Łukaszewska jako opiekunka w domu opieki (2020)
- Beata Chruścińska jako recepcjonistka (2020)
- Marie Carrour jako Aneta Dłubała (2020)
- Mariusz Drężek jako Marcel (2020)
- Barbara Majewska jako sąsiadka Roberta (2020)
- Mirosław Rzońca jako szaman (2020)
- Zacharjasz Muszyński jako oprych (2020)
- Dmitrij Slatwiński jako oprych (2020)
- Rafał Mroczek jako Przemek (2020)
- Paulina Sobota jako Marta (2020)
- Robert Ostolski jako Edward Szczęsny (2020)
- Joanna Mądry jako klientka (2020)
- Piotr Grabowski jako inspektor Juliusz Polkowski (2020)
- Patryk Wereszczyński jako informatyk Andrus (2020)
- Bartosz Waga jako reporter (2020)
- Wojciech Billip jako klient Grzymowskiego (2020)
- Tomasz Ignaczak jako taksówkarz (2020)
- Mirosław Kotowicz jako pracownik opieki społecznej (2020)
- Sonia Mietielica jako Marta Kuczyńska (2020)
- Beata Olga Kowalska jako sędzia (2020)
- Jakub Ulewicz jako prokurator (2020)
- Rafał Malinowski jako przechodzień (2020)
- Grzegorz Sierzputowski jako adwokat Anety (2020)
- Marek Kościkiewicz jako członek zespołu na weselu Czesławy i Tadeusza (2020)
- Wojciech Cugowski jako członek zespołu na weselu Magdy i Jacka (2020)
- Jarosław Witaszczyk jako psychiatra (2020)
- Natalia Rewieńska jako blondynka (2020)
- Kamil Ruszecki jako rehabilitant (2020)
- Magdalena Sildatk jako asystentka (2020)
- Patryk Szwichtenberg jako kierowca (2020)
- Kamila Bujalska jako koleżanka Ewy (2020)
- Arkadiusz Brykalski jako agent ubezpieczeniowy Marek (2020)
- Katarzyna Trzaskalska jako dziennikarka (2020)
- Rafał Sisicki jako Marian (2020)
- Halina Rowicka jako mama Mariana (2020)
- Jadwiga Gryn jako lekarka (2020)
- Maciej Gąsiorek jako facet (2020)
- Bartłomiej Kasprzykowski jako Wojtek Lipiński (2020–2021)
- Katarzyna Kwiatkowska jako Miłka (2020–2021)
- Olga Bończyk jako Adelajda (2020–2021)
- Rafał Iwaniuk jako ochroniarz Albert (2020–2021)
- Kiril Denev jako człowiek Rożka (2020–2021)
- Mateusz Capiga jako człowiek Rożka (2020–2021)
- Mariola Kozłowska-Nowak jako Małgorzata (2020–2021)
- Sebastian Perdek jako Adrian, asystent Wojtka (2020–2021)
- Leszek Teleszyński jako ojciec Miłki (2020–2021)
- Kinga Zabiega jako Aśka (2020–2021)
- Natalia Radomska jako Laura (2020–2021)
- Michał Królikowski jako Sebastian (2020–2021)
- Olaf Marchwicki jako Kamil (2020–2021)
- Jakub Sasak jako Iwo (2020–2021)
- Dominik Piejko jako kucharz Norbert (2020–2021)
- Paweł Ławrynowicz jako kurator Jerzy Okulski (2020–2021)
- Igor Kowalik jako Szymon Wypych (2020–2021)
- Zbigniew Dziduch jako Maciej Rzepecki (2020–2021)
- Ryszard Kluge jako Damian Mrozowski (2020–2021)
- Aleksandra Justa jako Marzena Mazurek (2020–2021)
- Janusz Zadura jako grzybiarz (2020–2021)
- Marcin Urbanke jako Adam, chłopak Poli (2020–2022)
- Mirosław Jękot jako doktor Rogalski (2020–2022)
- Małgorzata Kocik jako Marzanna Osucha (2020–2022)
- Franciszek Kalinowski jako Kacper (2020–2022)
- Łukasz Choroń jako kelner (2020–2022)
- Joanna Kuberska jako podkomisarz Kinga Bielawska (2020–2023)
- Tomasz Sapryk jako mecenas Maciej Rożek (2020–2023)
- Przemysław Glapiński jako lekarz (2020–2023)
- Michał Milowicz jako fotograf (2021)
- Mateusz Burdach jako mężczyzna (2021)
- Igor Korus jako mężczyzna z gazowni (2021)
- Agata Harat jako kelnerka (2021)
- Zbigniew Moskal jako miejscowy (2021)
- Mariusz Siudziński jako lekarz (2021)
- Michał Waleszczyński jako kumpel „Łysego” (2021)
- Robert Kowalski jako doktor Paweł Wichrowski (2021)
- Anna Dzierża jako policjantka (2021)
- Katarzyna Bernaś jako agentka nieruchomości (2021)
- Marzena Gryzińska-Czura jako Klaudia Mrozowska (2021)
- Marcel Wiercichowski jako ochroniarz Karcza (2021)
- Maciej Wilewski jako Hubert (2021)
- Mikołaj Krawczyk jako Marcin (2021)
- Mariusz Korpoliński jako komisarz Staśko (2021)
- Kamil Kowalski jako Antoś (2021)
- Szymon Mysłakowski jako podinspektor Adam Szymczak (2021)
- Katarzyna Cygler jako Łucja Kilar (2021)
- Bruno Tomczyk jako Maciek (2021)
- Szymon Kuśmider jako ojciec Maćka (2021)
- Michał Szczerbiec jako Kostek (2021)
- Yaya Samake jako redaktor kulinarny (2021)
- Anna Kędziora jako lekarka (2021)
- Leszek Abrahamowicz jako psychiatra Andrzej Niedzielski (2021)
- Piotr Kaźmierczak jako majster (2021)
- Paweł Góral jako strażak (2021)
- Fabian Kocięcki jako Adrian Mak (2021–2022)
- Ewa Kania jako ciocia Adriana (2021–2022)
- Monika Kaleńska jako Ania (2021–2022)
- Adam Biedrzycki jako mecenas Grzesiewski (2021–2022)
- Grzegorz Szypka jako „Kafel” (2021–2022)
- Grzegorz Kulikowski jako detektyw Sławomir Gajda (2021–2022)
- Roch Siemianowski jako Stanisław (2021–2023)
- Joanna Pach-Żbikowska jako protokolantka (2021–2024)
- Wojciech Michalak jako gość „Borowika” (2022)
- Jarosław Nowikowski jako przechodzień (2022)
- Zbigniew Kozłowski jako agent nieruchomości Wiktor Rok (2022)
- Magdalena Woźniak jako Korzycka (2022)
- Oliwia Bosowska jako Jolka (2022)
- Krzysztof Chudzicki jako strażnik w areszcie (2022)
- Magdalena Biegańska jako strażniczka w areszcie (2022)
- Ireneusz Machnicki jako funkcjonariusz (2022)
- Natalia Sikora jako „gorylka” (2022)
- Daniel Szczypa jako ginekolog (2022)
- Szymon Roszak jako policjant Jaworski (2022)
- Paweł Plewa jako koleś (2022)
- Katarzyna Taracińska-Badura jako nauczycielka Pati (2022)
- Rafał Gerlach jako laryngolog (2022)
- Rafał Dajbor jako urzędnik (2022)
- Magdalena Pociecha jako swatka Anna Krawczyk (2022)
- Robert Mazurkiewicz jako doktor Stanisław Denkowski (2022)
- Konrad Marszałek jako dziennikarz Bartek Radosz (2022)
- Sebastian Skoczeń jako Ariel (2022)
- Ewa Gorzelak jako Monia (2022)
- Beata Kawka jako Irena (2022)
- Jacek Knap jako Czarek Górski (2022)
- Jerzy Zelnik jako Kazimierz Zawadzki (2022)
- Chris Cugowski jako Bartek Baja (2022)
- Agata Załęcka jako Paulina Szostak (2022)
- Małgorzata Majerska jako Sylwia (2022)
- Paweł Hurnik jako Kędzior (2022)
- Ewa Florczak jako Barbara (2022)
- Jarosław Witaszczyk jako lekarz (2022)
- Cezary Kołacz jako złodziej sokoła (2022)
- Krzysztof Ogłoza jako złodziej sokoła (2022)
- Maria Gładkowska jako Weronika Banach (2022–2023)
- Katarzyna Pakosińska jako Kazia (2022–2023)
- Krzysztof Oleksyn jako Michał Plawgo (2022–2023)
- Monika Dryl jako Basia Plawgo, mama Michała (2022–2023)
- Katarzyna Jamróz jako Mirosława Kalka, sobowtór Kazi (2022–2023)
- Martyna Kowalik jako pielęgniarka (2022–2023)
- Bohdan Świderski jako kanclerz kurii (2022–2023)
- Piotr Grabowski jako Marian Harris (2022–2024)
- Jarosław Gruda jako stajenny (2022–2024)
- Polina Vasylyna jako Nina (2022–2024)
- Oleh Drach jako Vasyl (2022–2024)
- Sebastian Przybylski jako fotograf (2023)
- Sławomir Grzymkowski jako lekarz (2023)
- Adrian Wajda jako zbir (2023)
- Michał Pająk jako wizytator Jeremi Szczygielski (2023)
- Patryk Janas jako kelner (2023)
- Violetta Arlak jako mama Olgi (2023)
- Olin Gutowski jako facet w moro (2023)
- Kordian Rekowski jako klient Kurka (2023)
- Krzysztof Wrona jako Michał (2023)
- Radosław Drożdż jako ratownik medyczny (2023)
- Bartosz Głogowski jako lekarz (2023)
- Marek Bogucki jako policjant (2023)
- Rafał Żabiński jako najemca (2023)
- Radosław Pazura jako doktor Piotr Wiśniewski (2023–2024)
- Wojciech Błach jako Horacy Szyk (2023–2024)
- Filip Warot jako operator kamery (2023–2024)
- Jakub Wiszniewski jako osiłek (2023–2024)
- Maciej Kosiacki jako osiłek (2023–2024)
- Mateusz Płocha jako Przemek (2023–2024)
- Jan Niemczyk jako dziennikarz (2023–2024)
- Piotr Kruszewski jako strażak dowodzący (2024)
- Sebastian Figat jako agent CBA (2024)
- Paweł Plewa jako taksówkarz (2024)
- Paweł Lipnicki jako sędzia (2024)
- Michał Podsiadło jako paparuch (2024)
- Mirosław Kotowicz jako przechodzień (2024)
- Antoni Gogółka jako Franek (2024)
- Michał Pietruś jako Kuba (2024)
- Katarzyna Dorosińska jako „Miss Szpulka” (2024)
- Lidia Pronobis jako prawniczka Barbara Ziętek (2024)
- Krzysztof Chudzicki jako Sebastian Materek (2024)
- Janusz Zadura jako detektyw (2024)
- Jan Wieteska jako Jasiek (2024)
- Dagmara Bąk jako Justyna (2024)

## Emisja w telewizji
Uwaga: tabela zawiera informacje odnoszące się wyłącznie do pierwszej emisji telewizyjnej; nie uwzględniono w niej ewentualnych prapremier w serwisach internetowych (np. TVP VOD).
| Pierwsza emisja telewizyjna (TVP1) | Pierwsza emisja telewizyjna (TVP1) | Pierwsza emisja telewizyjna (TVP1) | Pierwsza emisja telewizyjna (TVP1) | Pierwsza emisja telewizyjna (TVP1)         | Pierwsza emisja telewizyjna (TVP1) |
| Sezon                              | Odcinki                            | Początek emisji                    | Koniec emisji                      | Pora emisji                                | Średnia oglądalność                |
| ---------------------------------- | ---------------------------------- | ---------------------------------- | ---------------------------------- | ------------------------------------------ | ---------------------------------- |
| wiosna 2018                        | 1–28 (28)                          | 2 marca 2018                       | 1 czerwca 2018                     | piątek 17.55 i 18.25                       | 1,04 mln                           |
| 2018/2019                          | 29–136 (108)                       | 3 września 2018                    | 26 czerwca 2019                    | poniedziałek–środa 20.30                   | 1,20 mln                           |
| 2018/2019                          | 29–136 (108)                       | 3 września 2018                    | 26 czerwca 2019                    | poniedziałek–środa 20.30                   | 1,36 mln                           |
| 2019/2020                          | 137–239 (103)                      | 10 września 2019                   | 3 czerwca 2020                     | poniedziałek–środa 20.30                   | 1,42 mln                           |
| 2020/2021                          | 240–408 (169)                      | 8 września 2020                    | 10 czerwca 2021                    | poniedziałek–piątek 20.30                  | 1,44 mln                           |
| 2021/2022                          | 409–581 (173)                      | 7 września 2021                    | 29 sierpnia 2022                   | poniedziałek–czwartek 20.30 (do 29 XII 22) | bd.                                |
| 2022/2023                          | 582–724 (143)                      | 5 września 2022                    | 25 maja 2023                       | poniedziałek–czwartek 20.30 (do 29 XII 22) | bd.                                |
| 2022/2023                          | 582–724 (143)                      | 5 września 2022                    | 25 maja 2023                       | poniedziałek–piątek 18.25 (od 2 I 23)      | bd.                                |
| 2023/2024                          | 725–932 (208)                      | 28 sierpnia 2023                   | 26 czerwca 2024                    | poniedziałek–piątek 18.25 (od 2 I 23)      | bd.                                |

## Nagrody i wyróżnienia
| Rok  | Nagroda         | Kategoria                    | Wynik     | Źródło |
| ---- | --------------- | ---------------------------- | --------- | ------ |
| 2019 | Telekamery 2019 | Serial                       | Nominacja | [ 8 ]  |
| 2019 | Telekamery 2019 | Aktorka (Jolanta Fraszyńska) | Nominacja | [ 8 ]  |
| 2019 | Telekamery 2019 | Aktor (Michał Czernecki)     | Nominacja | [ 8 ]  |
| 2021 | Telekamery 2021 | Serial                       | Nominacja | [ 9 ]  |
| 2021 | Telekamery 2021 | Aktor (Henryk Talar)         | Nominacja | [ 9 ]  |
| 2022 | Telekamery 2022 | Aktorka (Anna Seniuk)        | Nominacja | [ 10 ] |
| 2022 | Telekamery 2022 | Aktor (Marek Bukowski)       | Nominacja | [ 10 ] |
| 2023 | Telekamery 2023 | Serial                       | Nominacja | [ 11 ] |
| 2023 | Telekamery 2023 | Aktorka (Agata Załęcka)      | Wygrana   | [ 11 ] |
| 2023 | Telekamery 2023 | Aktor (Przemysław Bluszcz)   | Nominacja | [ 11 ] |